# Зав'ялов Сергій Сергійович
Сергій Сергійович Зав'ялов (рос. Сергей Сергеевич Завьялов; 14 січня 1985, м. Перм, СРСР) — російський хокеїст, воротар.
Вихованець хокейної школи «Молот-Прикам'я» (Перм). Виступав за «Молот-Прикам'я» (Перм), ЦСК ВВС (Самара), «Октан» (Перм), «Мечел» (Челябінськ) і «Компаньйон-Нафтогаз» (Київ).